# Cratere Bonneville
Bonneville è un cratere marziano, con un diametro di 200 m. Si trova nelle vicinanze del cratere Gusev. Questo cratere è stato visitato dal Rover Spirit nel 2004, durante l'esplorazione del fondo del cratere Gusev. Gli studiosi hanno sperato che Bonneville fosse sufficientemente profondo da poter studiare le rocce, ma le pareti interne si sono rivelate senza segni di strati rocciosi, quindi il rover Spirit venne inviato verso altre destinazioni.
Questo cratere ospita i resti dello scudo termico del rover, espulso durante le procedure di atterraggio. Lo scudo può essere notato nella ripresa del cratere effettuata dal rover.
Questo cratere è stato intitolato per l'antico lago Bonneville, che si trova nello Utah.